# 诺希尔米
诺希尔米（1981年8月1日—），马来西亚政治人物，现任马六甲州议会鲁容议员。他也是国阵巫统马六甲市区青年团团长，曾任马六甲历史城市政厅市议员。

## 政治生涯

### 鲁容州议员
在2021年马六甲州选举，诺希尔米代表国阵竞选鲁容州议席，对垒其他5名对手。在选举日（11月20日）当天成功击败行动党原任议员杨胜利当选，国阵也在此选举成功赢下28席当中的21席。
2023年4月6日，出任马六甲科学、工艺、革新及数码通讯副行政议员。

## 争议事件
2019年6月，诺希尔米指控博德乐专科医院涉嫌种族歧视，因而被起诉。马六甲地庭法官伊丽莎柏在2020年判定诺希尔米败诉，要求他赔偿15万令吉给该医院前执行长张美丽。法官裁定，诺希尔米需支付12万令吉的一般损害赔偿和3万令吉的特殊损害赔偿给其当事人。此外，诺希尔米还需在所有本地报章向张美丽道歉，并在连续30天的时间里，在巫统马六甲市的面子书专页上张贴道歉启示和撤回冒犯文告的声明。诺希尔米声称他只是在转达一名医院前员工的投诉，但法庭没有传召这名员工出庭作证。张美丽则认为这项指控是在人身攻击她。张美丽也是马六甲行动党妇女组主席，在希盟政府垮台后，她在医院的执行长职也遭撤除。

## 选举成绩
| 年份 | 选区     | 候选人 | 候选人           | 得票数 | 得票率 | 竞选对手                       | 竞选对手         | 得票数 | 得票率 | 总票数 | 多数票 | 投票率 |
| ---- | -------- | ------ | ---------------- | ------ | ------ | ------------------------------ | ---------------- | ------ | ------ | ------ | ------ | ------ |
| 2021 | N21 鲁容 |        | 诺希尔米（巫统） | 4,684  | 38.55% |                                | 杨胜利（行动党） | 4,484  | 36.90% | 12,436 | 200    | 68.19% |
| 2021 | N21 鲁容 |        | 诺希尔米（巫统） | 4,684  | 38.55% | 卡玛鲁丁西迪（伊斯兰党）       | 2,874            | 23.65% |        | 12,436 | 200    | 68.19% |
| 2021 | N21 鲁容 |        | 诺希尔米（巫统） | 4,684  | 38.55% | 颜天寿（独立人士）             | 60               | 0.49%  |        | 12,436 | 200    | 68.19% |
| 2021 | N21 鲁容 |        | 诺希尔米（巫统） | 4,684  | 38.55% | 莫哈末哈菲兹依斯哈（独立人士） | 57               | 0.47%  |        | 12,436 | 200    | 68.19% |
| 2021 | N21 鲁容 |        | 诺希尔米（巫统） | 4,684  | 38.55% | 莫哈末法依扎韩沙（土著权威党） | 52               | 0.43%  |        | 12,436 | 200    | 68.19% |

## 个人荣誉
- 马六甲：
  -  马六甲成员勋章（DPSM）—拿督（2023年）[9]